# سكوت كيني
سكوت كيني (بالإنجليزية: Scott Keeney)‏ هو مسير أعمال أمريكي، ولد في 1964 في سياتل في الولايات المتحدة.